# Faces
Faces var et rock ’n’ roll-band, der blev dannet i 1969 af de tilbageværende medlemmer af The Small Faces, efter at Steve Marriott forlod bandet for danne Humble Pie sammen med Peter Frampton (fra The Herd) og Greg Ridley (fra Spooky Tooth).
Ron Wood (guitar) og Rod Stewart (sanger) (begge fra Jeff Beck Group) fandt sammen med de tidligere medlemmer Ronnie Lane (bas), Ian McLagan (keyboard) og Kenney Jones (trommer) i 1969. De optrådte i de tidligere 1970'erne, før Rod Stewart besluttede sig for at gå solo og Ronnie Wood blev optaget i The Rolling Stones.

## Historie
Med tilføjelsen af de to nye medlemmer Rod og Ron blev navnet ændret til The Faces , og de blev bare kaldt Faces. Men da deres første album udkom i U.S.A., havde deres pladeselskab lavet en ”fejl.” De havde ”glemt” at ændre navnet fra The Small Faces til The Faces . 
Deres mest succesfulde sange var blandt andre: "Had me a real good time", "Cindy incidentally" og "Pool hall Richard". Deres gennembrud i England var med singlen: "Stay with me". 
Da Rod Stewart fik mere succes som soloartist end med The Faces, blev bandet overskygget af deres forsanger. Det var også omkring dette tidspunkt, at Ron Wood begyndte at spille sammen med The Rolling Stones. En skuffet Ronnie Lane forlod bandet i 1973, og blev erstattet af Tetsu Yamauchi (der havde erstattet Andy Fraser i Free). Omkring det tidspunkt, hvor Lane forlod bandet, udkom The Faces' album: Ooh La La (det blev det sidste album fra dem), som Stewart udtalte sig meget negativt om i pressen ved dens udgivelse til stor bitterhed fra de andre i bandet . 
Der kom et livealbum det efterfølgende år: Coast to Coast: Overture and Beginners, som blev kritiseret for dets  ringe indhold . De begyndte at indspille nogle sange til et nyt album, men de havde mistet deres begejstring. Bandets sidste udgivelse kom i slutningen af 1974, hvor bandet kom ind på den engelske top 20 med sangen: ”You can make me dance, sing or anything".
I 1975 blev Ron Wood officielt medlem af The Rolling Stones, og Rod Stewart gik for alvor i gang med sin solokarriere.

## Tiden efter
Alle fra bandet fik nye karriere. Wood blev medlem af The Rolling Stones. Lane dannede Slim Chances men fik en meget kort solokarriere, der endte tidligt, da han fik konstateret sklerose, og Lane døde i 1997. Jones blev medlem af The Who. McLagan blev også taget i betragtning til The Who ligesom Jones, men han turnerede på det tidspunkt sammen med The Rolling Stones. McLagan medvirkede på flere af Stones' indspilninger og giftede sig med Keith Moons ekskone Kim. Parret bosatte sig i USA, hvor Kim i 2006 blev dræbt i en bilulykke. Ian McLagan dannede bandet Bump Band, der turnerede og udgav plader, indtil han døde af en hjerneblødning i december 2014.  Rod Stewarts solokarriere er til dags dato stadig succesfuld.

## Diskografi
- First Step (1970)
- Long Player (1971)
- A Nod Is As Good As a Wink... to a Blind Horse (1971)
- Ooh La La (1973)